# Hoplopleura alticola
Hoplopleura alticola är en insektsart som beskrevs av Gaurav K. Mishra och Bhat 1972. Hoplopleura alticola ingår i släktet Hoplopleura och familjen gnagarlöss. Inga underarter finns listade i Catalogue of Life.